# Mary Rozet Smith
Mary Rozet Smith (23 de diciembre de 1868 - 22 de febrero de 1934) fue una filántropa estadounidense que fue una de las fideicomisarias y benefactoras de la Hull House. Fue pareja de la activista Jane Addams durante más de treinta años. Smith financió la Escuela de Música Hull House y donó el órgano de la escuela como un monumento a su madre. Participó activamente en varias sociedades de mejora social en Chicago a principios del siglo XX.

## Biografía

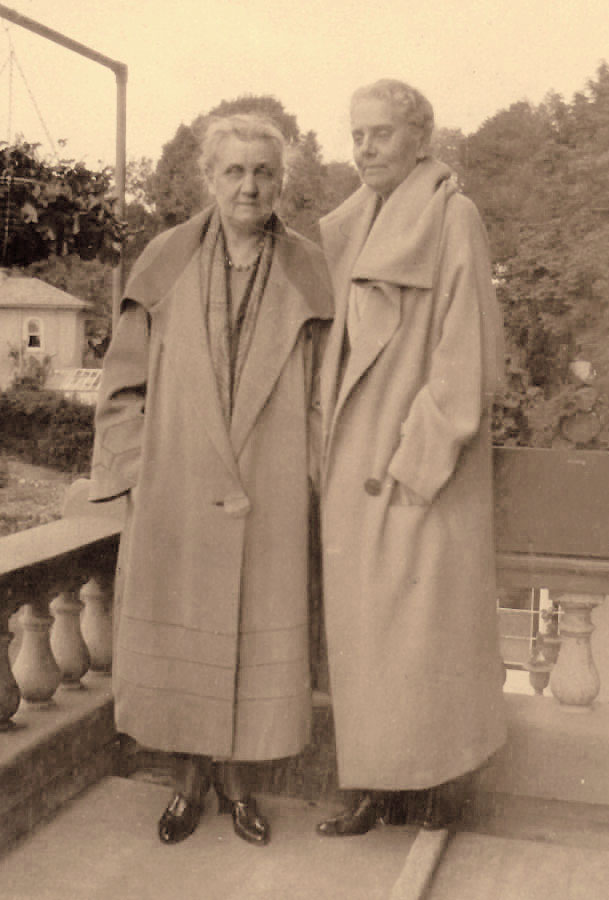
Colección Jane Addams/Colección de la paz de Swarthmore College. Jane Addams y Mary Rozet Smith, 1923

Mary Rozet Smith nació el 23 de diciembre de 1868 en Chicago, Illinois, hija de Sarah (de soltera Rozet) y Charles Mather Smith. Fue criada en un hogar rico y privilegiado, al ser hija del presidente de Bradner-Smith Paper Company. Como era típico de las mujeres de su clase social, no fue a la universidad. De joven participó en actividades propias de su posición social, y viajó mucho por Europa.
Se involucró en la Hull House en 1890, poco después de su fundación, convirtiéndose en una de sus principales contribuyentes financieras y siendo una de las fideicomisarias. Casi al mismo tiempo, Eleanor Sophia Smith (sin relación) también se unió a la Hull House y ambas mujeres comenzaron a colaborar en el desarrollo de una escuela de música. Mary proporcionaba el respaldo financiero para crear la escuela en 1893 y contratar maestros y Eleanor se convirtió en la directora de la escuela. En 1902, Mary Rozet Smith donó un órgano de tubos Hook and Hastings en honor a su madre a la Hull House para la escuela de música.
Además de su filantropía en Hull House, Smith formó parte del comité ejecutivo de la Asociación Protectora de Menores de Chicago y fue colaboradora de la Henry Booth House, otra de las casas del movimiento settlement de Chicago. También participó activamente en la junta asesora del comité de trabajadores sociales de United Charities of Chicago para el distrito de DeKoven. No toda su filantropía se centró a través de organizaciones, ya que era conocida por brindar ayuda directa a las familias. En una ocasión, costeó la educación, incluidos los estudios universitarios, de tres hijos de una madre que había huido de su marido. En este período, los grupos y organizaciones de mujeres a menudo brindaban servicios sociales porque faltaba la estructura gubernamental para hacerlo. Smith fue miembro de muchos de estos tipos de clubes, como el Chicago Women's Club de 1888 y el Friday Club.
Smith fue compañera y pareja de Jane Addams durante más de 30 años y se ha especulado mucho sobre su vida y su relación. Addams quemó muchas de sus cartas, pero también se refería a su relación como un "matrimonio". Viajaron juntas, fueron copropietarias de una casa en Maine y permanecieron comprometidas la una con la otra. En 1895, después de que Addams sufriera un ataque de fiebre tifoidea, se fue al extranjero con Smith, viajando a Londres. Allí, visitaron varias casas de asentamiento, incluidas Oxford House, Browning House, Bermondsey Settlement y otras. De ahí se dirigieron a Moscú y conocieron a Tolstoi, viajaron por el sur de Rusia, se aventuraron en Polonia y visitaron Alemania antes de regresar a Chicago.
A principios de 1934, Addams sufrió un infarto y Smith la cuidó en su casa, descuidando su propia enfermedad. Smith sucumbió a la neumonía, entró en coma y murió el 22 de febrero de 1934. Se considera que Addams estaba demasiado enferma para bajar las escaleras para asistir al funeral de Smith, que pudo escuchar desde su habitación del segundo piso.